# بنك ألفا اليوناني
 يعد بنك ألفا اليوناني ثاني أكبر بنك يوناني من حيث إجمالي الأصول، والأكبر من حيث القيمة السوقية بقيمة 2.13 مليار يورو (في 4 ديسمبر 2018). لديها عدة فروع أشهرها فرع لندن بإنجلترا، وفروع في ألبانيا وقبرص ورومانيا .
تأسس في عام 1879 ، وتمتلكه عائلة كوستوبولوس منذ نشأته. حاليًا أيوانيس كوستوبولوس، حفيد المؤسس الأصلي جون ف. كوستوبولوس وابن أخ ستافروس كوستوبولوس، وزير الخارجية في حكومة جورجيوس باباندريو ، هو الرئيس الفخري.
في 16 يناير 2015 ، طلب البنك سيولة نقدية طارئة من البنك اليوناني المركزي .

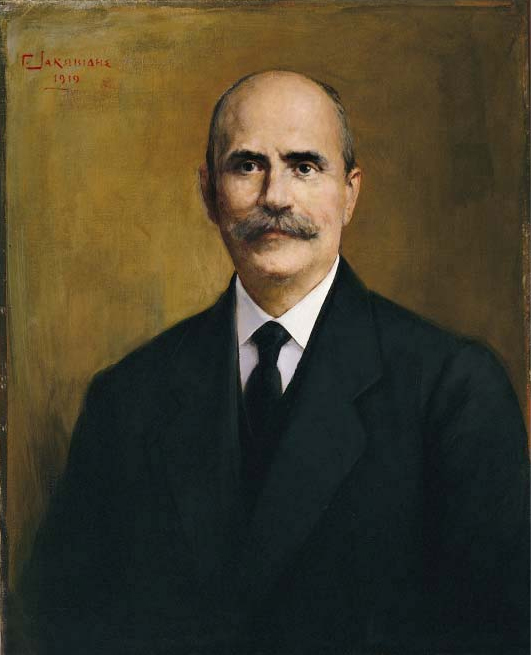
جون ف. كوستوبولوس ، تصوير جورجيوس جاكوبيديس ، 1919

## معلومات آخرى

### الإدراج في بورصة أثينا
البنك مدرج في بورصة أثينا . اعتبارًا من 11 أغسطس 2015 ، بلغ عدد الأوراق المالية القائمة وعدد الأوراق المالية المدرجة 12769059858 (حوالي 12.7 مليار دولار).

## روابط خارجية
- الموقع الرسمي
- سعر سهم بنك ألفا على بلومبرج